# يسبر دي يونغ
يسبر دي يونغ (مواليد 31 مايو 2000) لاعب تنس هولندي. وصل لأعلى تصنيف له في مسيرته الاحترافية في فردي الرجال هو المركز 93 عالميًا، والذي حققه في 21 أبريل 2025، وتصنيفه في الزوجي هو المركز 135، والذي حققه في 23 مايو 2022. فاز دي يونغ بثلاثة ألقاب في فردي الرجال وسبعة ألقاب في زوجي الرجال في جولة التحدي لرابطة محترفي التنس.